# Tân Tiến, Vĩnh Tường
Tân Tiến là một xã thuộc huyện Vĩnh Tường, tỉnh Vĩnh Phúc, Việt Nam.
Xã Tân Tiến có diện tích 2,98 km², dân số năm 1999 là 5148 người, mật độ dân số đạt 1728 người/km².